# Hanabusa Itchō
Hanabusa Itchō (英一蜩?; Osaka, 1652 – 1724) è stato un pittore giapponese, rappresentante del genere ukiyo-e, pur non accogliendone in pieno le istanze.

## Biografia

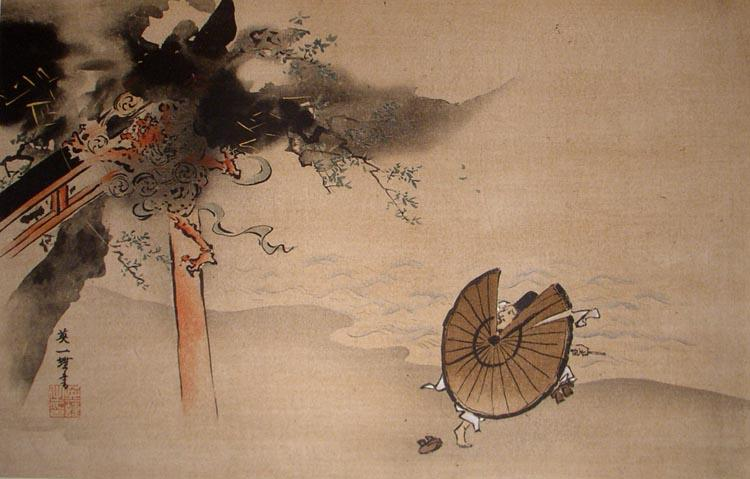
"La caduta del dio del tuono"

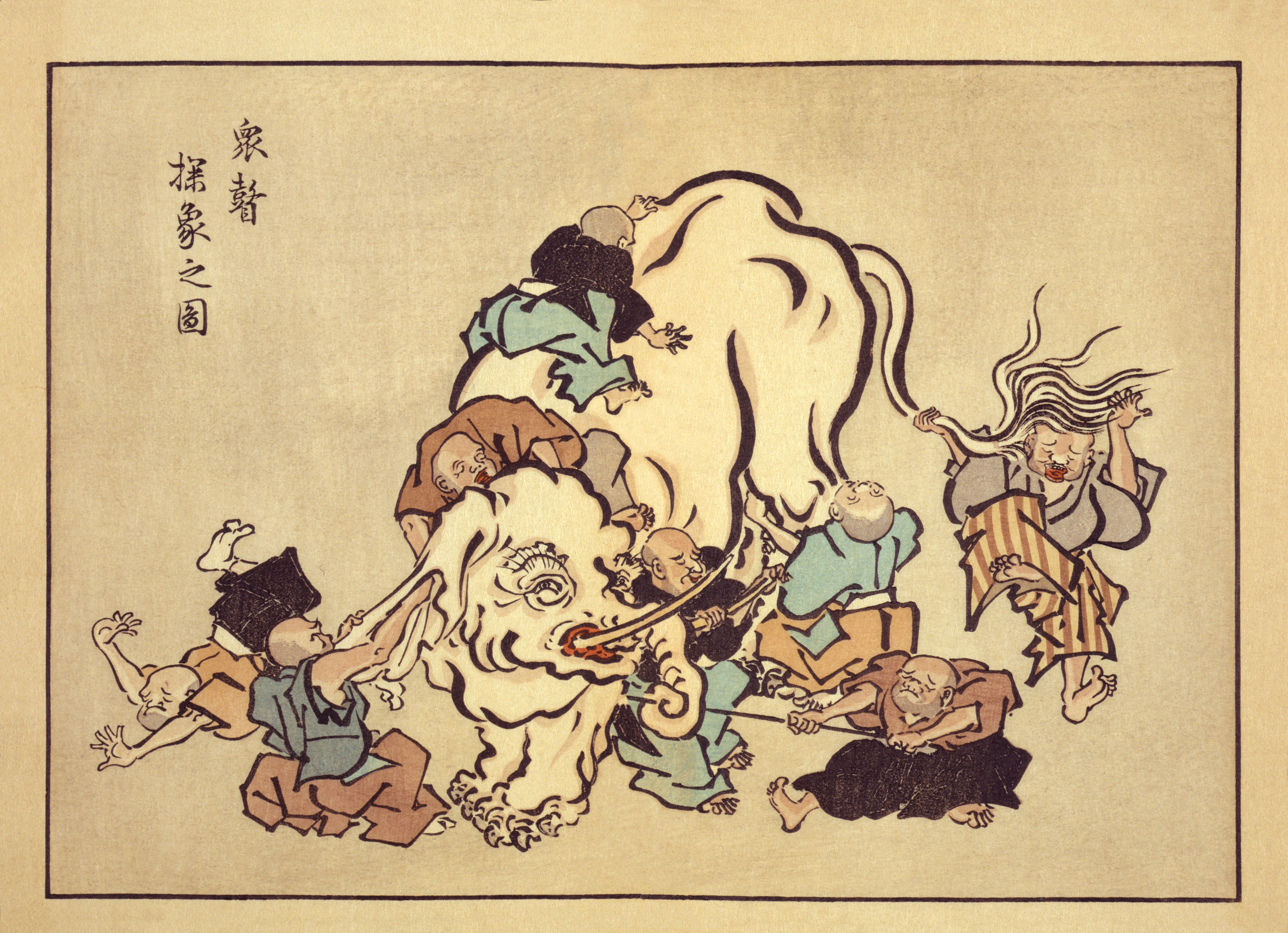
"Monaci ciechi esaminano un elefante"

Nacque a Osaka nel 1652, si trasferì in giovane età ad Edo, ove entrò nell'accademia artistica della scuola Kanō, allievo di Kanō Yasunobu. Il suo nome personale era Taga Shinkō ed adottò come primo nome d'arte quello di Chōko. Restio al rispetto delle rigide regole artistiche dell'accademia, venne espulso e per il suo comportamento poco ortodosso esiliato per dodici anni a Miyakejima. Pare che l'esilio fosse dovuto ad un suo dipinto in cui era rappresentata una prostituta in barca in abito di corte, che fu interpretato come un'allusione alle abitudini libertine dello shōgun Tokugawa Tsunayoshi. Tornato ad Edo, ed avvicinatosi ormai alle istanze del genere ukiyo-e, aprì una propria scuola ed assunse il nome d'arte Hanabusa Itchō. Fu legato da stretta amicizia al poeta Matsuo Bashō.
Si dedicò esclusivamente alla pittura, eccellendo come colorista e rivolgendo il suo interesse soprattutto alla rappresentazione di scene di vita popolare, che animava con grazia, vivacità ed un fine umorismo. Solo dopo la sua morte le sue opere furono riprodotte su stampa. Il suo stile influenzò numerosi artisti anche nei secoli successivi, come Utamaro, Toyokuni, Hokusai e Kyōsai.